# Fraunhofer-Institut für Molekularbiologie und Angewandte Oekologie
Das Fraunhofer-Institut für Molekularbiologie und Angewandte Oekologie IME, auch in der Kurzbezeichnung Fraunhofer IME genannt, ist eine Einrichtung der Fraunhofer-Gesellschaft. Das Institut hat mit seinem Institutsbereich Molekularbiologie den Sitz in Aachen und Münster und mit dem Institutsbereich Angewandte Ökologie und Bioressourcen den Sitz in Schmallenberg im Stadtteil Grafschaft und in Gießen. Seine Aktivitäten sind der angewandten Forschung und Entwicklung im Fach Lebenswissenschaften auf dem Gebiet der Molekularbiologie und Ökologie zuzuordnen.

## Forschung und Entwicklung
Das Fraunhofer IME betreibt Forschung und Entwicklung in den Bereichen Pharma, Medizin, Chemie, Landwirtschaft sowie Umweltschutz und Verbraucherschutz.

### Molekularbiologie (Aachen, Münster)
In diesem in Aachen und Münster angesiedelten Institutsteil steht die Entwicklung neuer Technologien zur Diagnose und Therapie menschlicher sowie tierischer Krankheiten und zum Schutz von Nutzpflanzen und Nahrungsmitteln im Vordergrund. Mit den Arbeitsgebieten in der molekularen Biotechnologie werden vom Fraunhofer IME Forschungs- und Entwicklungsaufgaben für die Pharma-, Agro- und Ernährungsindustrie übernommen.

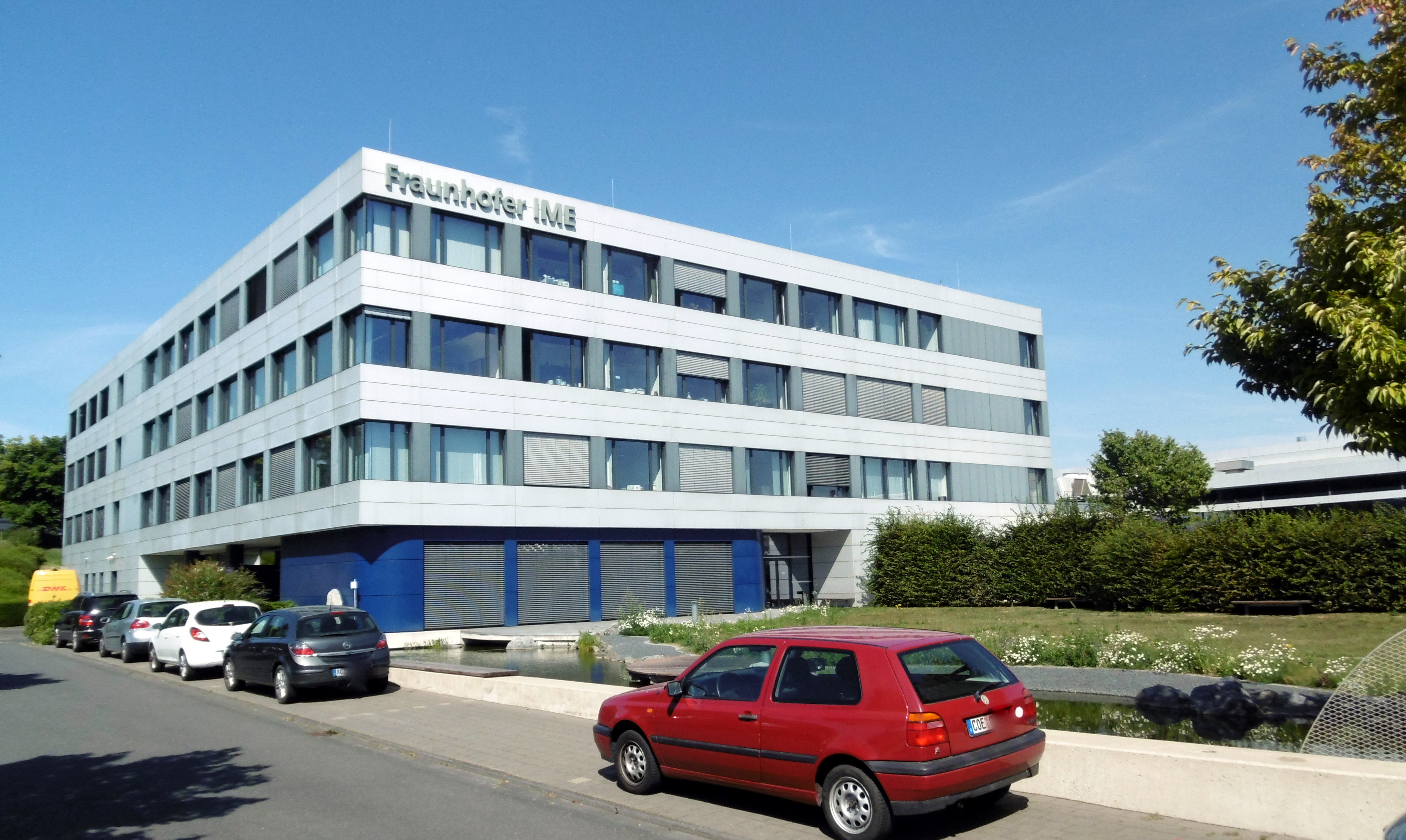
Fraunhofer IME in Aachen

Der Institutsteil Molekularbiologie gliedert sich in:
- Bioprozessentwicklung
- Funktionelle und angewandte Genomik
- Pflanzenbiotechnologie
- Industrielle Biotechnologie
- Dienstleistungen der Abteilungen

### Angewandte Ökologie (Schmallenberg)

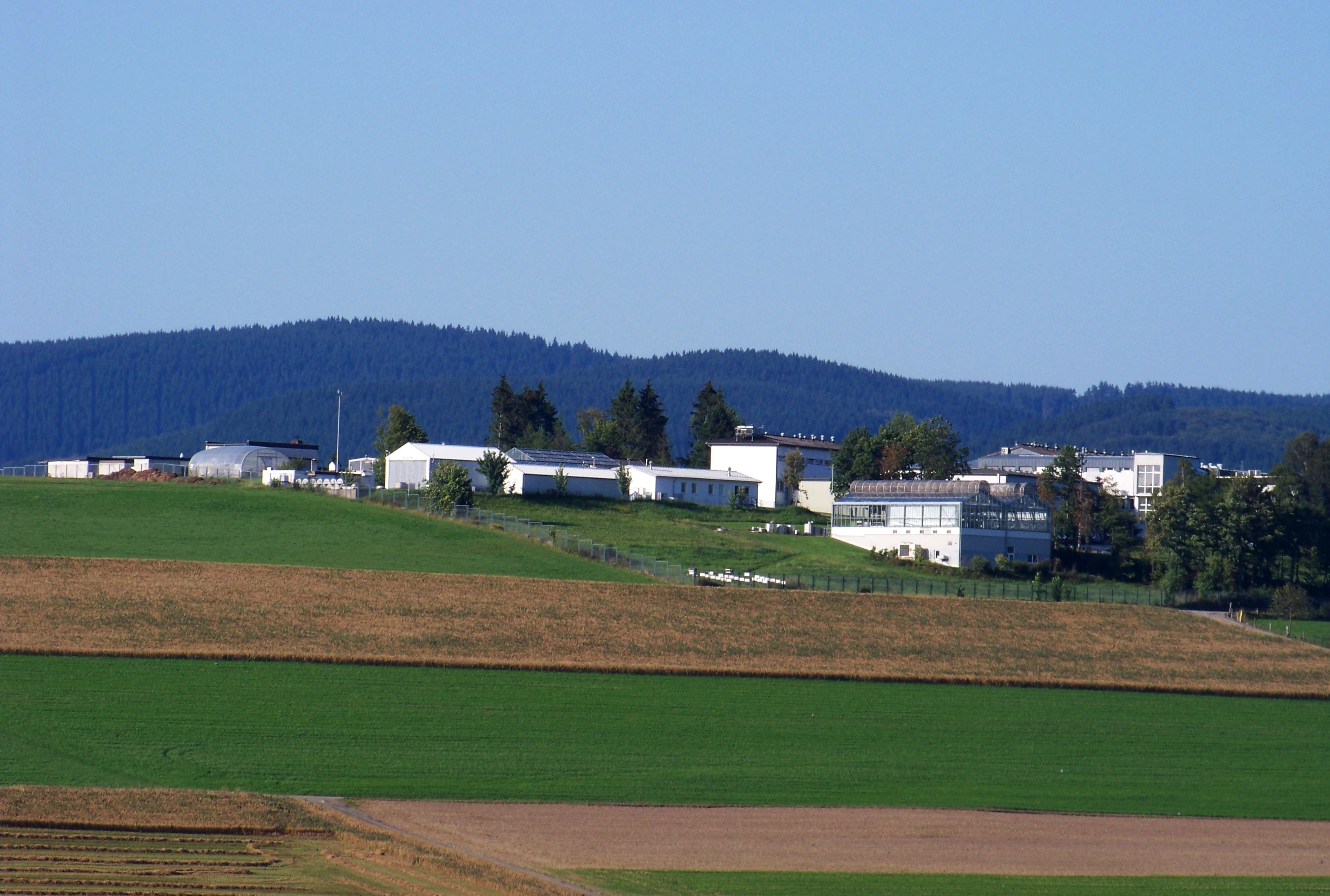
Fraunhofer IME in Schmallenberg-Grafschaft

Im Jahr 1957 errichtete man den Gebäudekomplex. Das Forschungsinstitut entstand aus einem Labor zur Erforschung der Staublungenerkrankung. Der in Schmallenberg angesiedelte Institutsteil wurde 1959 von Karl Bisa gegründet. Das damalige Institut für Aerobiologie ging aus einer Forschungsstelle hervor, die bereits von der Fraunhofer-Gesellschaft betreut wurde. Tätig war das Institut für Aerobiologie der Fraunhofer-Gesellschaft zur Förderung der angewandten Forschung auf dem Gebiet der orientierten Grundlagenforschung gegenüber chemischen, aerogenen und radiologischen Umwelteinflüssen auf biologische Systeme. Die Aufgaben wurden in etwa gleich starken Abteilungen der Biologie, Chemie und Physik bearbeitet. 1968 stand das Institut im Fokus einer Desinformationskampagne der DDR, die den in Schmallenberg beschäftigten Mikrobiologen Ehrenfried Petras als Kronzeugen präsentierte und vermeintliche Belege dafür lieferte, dass die BRD ABC-Waffen herstelle.
Bis zum Jahr 2022 wird das Institut für rund 32 Millionen Euro erweitert. Die Bauarbeiten haben Ende 2014 begonnen. Ein Teil der Gebäude soll abgerissen und durch größere ersetzt werden. Neben der Renovierung der alten Gebäude entstehen unter anderem ein neues ein viergeschossigen Laborgebäude, ein Ver- und Entsorgungshof, Lagerhallen, Parkplätze, Seminarräumen und Bibliothek. Zudem werden zusätzliche Arbeitsplätze geschaffen.
Der heutige Institutsteil zielt auf die Erkennung und Beurteilung der Chancen und Risiken synthetischer und biogener Stoffe für Umwelt und Verbraucher sowie auf die Entwicklung und Umsetzung von Strategien zu deren Schutz. Durch Projektbearbeitung im Auftrag von Behörden und entsprechende Beratungstätigkeit übt das Institut auch einen maßgeblichen Einfluss auf umweltpolitische Entscheidungen aus. Ziel ist es unter anderem, die Belastung von Umwelt und Verbraucher durch Chemikalien zu erkennen und zu beurteilen.
Der Institutsteil Angewandte Ökologie gliedert sich in
- Pflanzenschutz
- Chemikalien- und Produktsicherheit
- Boden- und Gewässerschutz
- Umweltmonitoring
- Lebens- und Futtermittelsicherheit

Die Kernkompetenzen zur Erledigung dieser Aufgaben liegen in den Bereichen Umweltchemie, Umweltsimulation, Umwelt- und Lebensmittelanalytik, Cryobanking, Ökologie und Ökotoxikologie, Mathematische Modellierung, Risikobewertung und -kommunikation.

### Bioressourcen
In dem in Gießen angesiedelten Institutsteil wird die Erschließung von Bioressourcen für die Anwendung in der Medizin, dem Pflanzenschutz und der Lebensmittelindustrie erforscht. Dabei liegt ein Fokus auf der Insekten-Biotechnologie, auch gelbe Biotechnologie genannt. Dieser Teil des Fraunhofer IME gliedert sich in folgende Abteilungen:
- Naturstoffforschung
- Food & Feed Improvement Agents
- Schad- und Vektor-Insektenkontrolle
- Biodiversitätsforschung

### Umweltprobenbank des Bundes
Seit Anfang 2000 ist das Fraunhofer IME an der Umweltprobenbank des Bundes beteiligt. Im Auftrag des Umweltbundesamtes werden die Jahresproben zu Homogenaten aufgearbeitet (Cryomahlung), die Teilbank Umweltproben (Cryolagerung) betrieben und die Umweltproben auf Elemente und Elementspezies analysiert.
Dazu wurde 2000 in Schmallenberg ein neues Gebäude als Lagerort für die Bank für Umweltproben in Betrieb genommen. Die Umweltproben werden hier bei Tiefsttemperaturen von unter −150 °C gelagert. Die mit Flüssigstickstoff gekühlte Lagerkapazität hat ein Gesamtvolumen von 49 m³.

## Kooperationen
Im Hochschulbereich besteht eine Kooperation mit der Westfälischen Wilhelms-Universität Münster und der RWTH Aachen. Diese Kooperation ermöglicht die Grundlagenforschung für das Fraunhofer IME und dient auch der Aus- und Weiterbildung von Studierenden und Absolventen.
Das Fraunhofer IME ist eines von fünf Fraunhofer-Instituten im Fraunhofer-Verbund Life Sciences (VLS), der im Jahr 2001 gegründet wurde. Dieser Verbund bündelt die Kompetenzen der auf dem Gebiet der Lebenswissenschaften tätigen Fraunhofer-Institute und will Synergien nutzen. Der Verbund verfügt neben der Zusammenarbeit der Fraunhofer-Institute in Deutschland über drei internationale Niederlassungen. Es handelt sich hierbei um Standorte in China (Shenzhen, Guandong und Xiamen, Fujian) und den USA (Delaware).

## Infrastruktur
Im Jahr 2018 waren am Fraunhofer IME an den Standorten Aachen, Schmallenberg, Gießen und Münster ca. 400 Mitarbeiter und Mitarbeiterinnen beschäftigt.